# 蛋白质纯化
蛋白质纯化是指将一种或几种蛋白质从复杂的混合物（通常是细胞、组织或整个器官）中分离的一系列过程。对于表征蛋白质功能、结构和相互作用来说，蛋白质纯化是十分重要的一步。蛋白质纯化过程能够分离混合物的蛋白质和非蛋白质部分，最后将所需蛋白质与所有其他蛋白质分离。将一种蛋白质与其他蛋白质分离通常是蛋白质纯化中最费力的方面。分离步骤通常利用蛋白质大小，物理化学性质，结合亲和力和生物活性的差异。纯化结果可称为蛋白质分离物。

## 目的
蛋白质纯化可以用于蛋白质制备或者分析。制备性纯化目的是获得相对大量的纯化蛋白用于后续使用，包括一些商业产品的制备，诸如酶（例如乳糖酶），营养性蛋白质（例如大豆蛋白分离物）和某些生物药物（例如胰岛素）。一些制备性纯化也通常被用来去除副产物，例如会对患者健康构成潜在威胁的宿主细胞蛋白。分析性纯化则是通过获得少量的蛋白质，并将其用于各种研究或分析，包括蛋白质的识别、定量分析以及蛋白质结构和翻译后修饰、功能的研究。胃蛋白酶和脲酶是第一批被纯化到可以结晶的蛋白质。

## 预处理

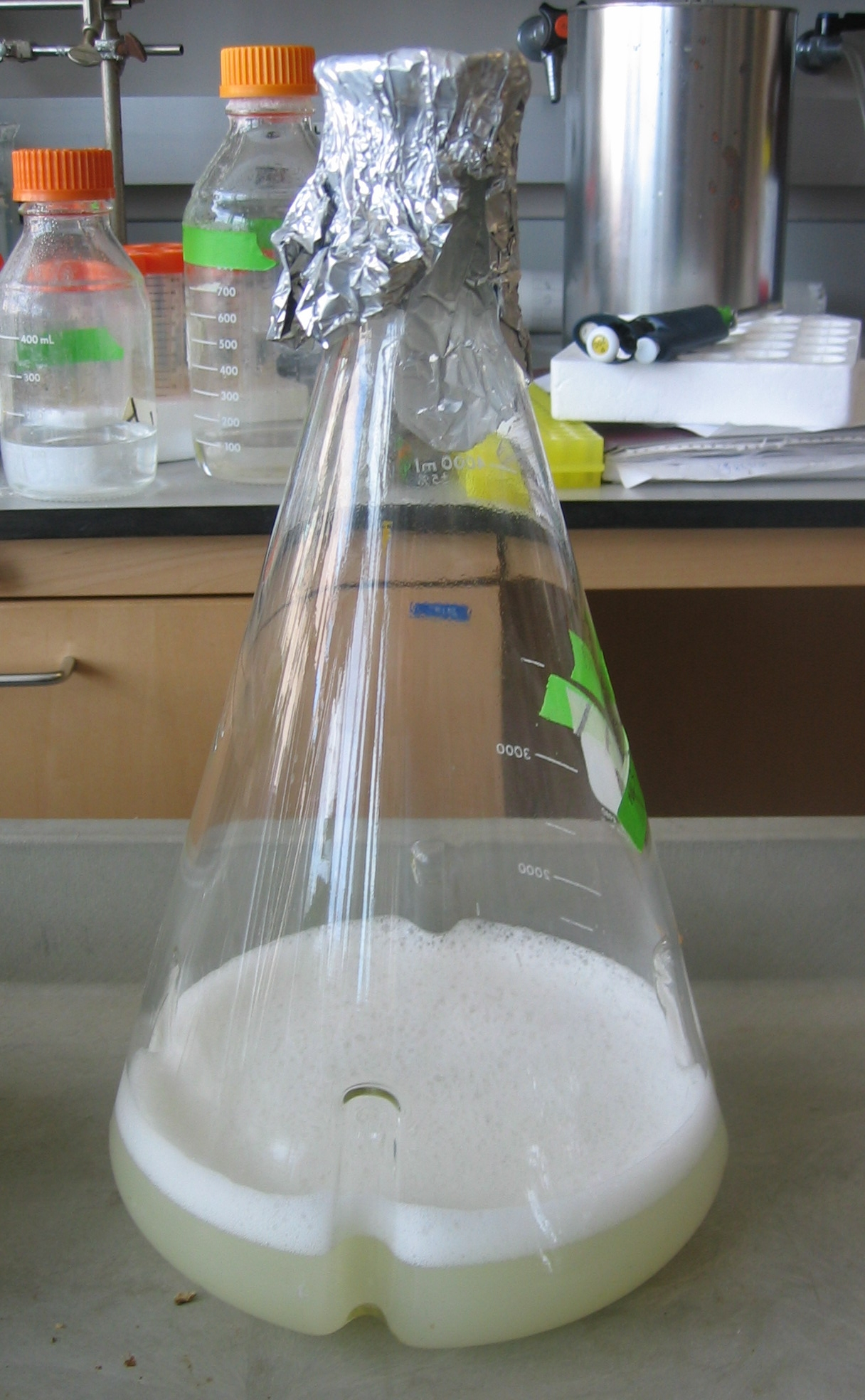
可在含有培养基的锥形瓶中培育重组细菌

### 提取
如果目标蛋白质并非直接被生物体分泌到周围的溶液中，那么通常纯化过程的第一步是破坏含有蛋白质的细胞。根据蛋白质的脆弱程度和细胞的稳定程度，可从以下方法中选择一种：（1）反复反复冻融、（2）超声处理、（3）高压均质化（法压）、（4）通过研磨（珠磨机）均质化、和（5）通过洗涤剂（例如Triton X-100）和/或酶（例如溶菌酶）进行通透化。最后，通过离心除去细胞碎片，使蛋白质和其他可溶性化合物保留在上清液中。
细胞裂解过程中也会同时释放出的蛋白酶，并消化分解溶液中的蛋白质。如果目标蛋白质对易水解，建议尽快进行此步骤，并保持低温，以减缓蛋白质分解速度。或者，可以在细胞破碎之前立即将一种或多种蛋白酶抑制剂加入裂解缓冲液中。有时还需要添加脱氧核糖核酸酶（DNA酶）以降低由于含有大量DNA而引起的细胞裂解物的粘度。

### 沉淀与差异化溶解
在大量蛋白质纯化中，通常第一步是用硫酸铵{\textstyle {\ce {(NH4)2SO4}}}沉淀的方式来分离蛋白质。该方法通过逐渐增加硫酸铵的添加量，收集每一部分产生的沉淀蛋白质。最后硫酸铵可以通过透析除去。蛋白质上的疏水基团暴露在外界环境中，吸引其他蛋白质疏水基团然后聚集在一起。沉淀的蛋白质通常足以肉眼可见。该方法的一个优点是可以廉价地大量获得蛋白质。
纯化蛋白质过程中首先得到的是水溶性蛋白质。整合膜蛋白的纯化需要破坏细胞膜，以便将某一特定蛋白质与同一膜结构中的其他蛋白质分离。有时可以首先分离特定的膜结构，例如在纯化位于线粒体膜中的蛋白质之前，从细胞中分离线粒体。某些去污剂（诸如十二烷基硫酸钠（SDS））可用于溶解细胞膜并在纯化过程中将膜蛋白保留在溶液中；然而，由于SDS会导致蛋白质变性，一般在完全纯化过程中使用较温和的洗涤剂（如Triton X-100或CHAPS）来保持蛋白质的天然构象。